# Целль-ам-Зее (округ)
Округ Целль-ам-Зее — округ Австрійської федеральної землі Зальцбург.
Округ поділено на 28 громад, 3  міста, а ще 4 ярмаркові містечка. 

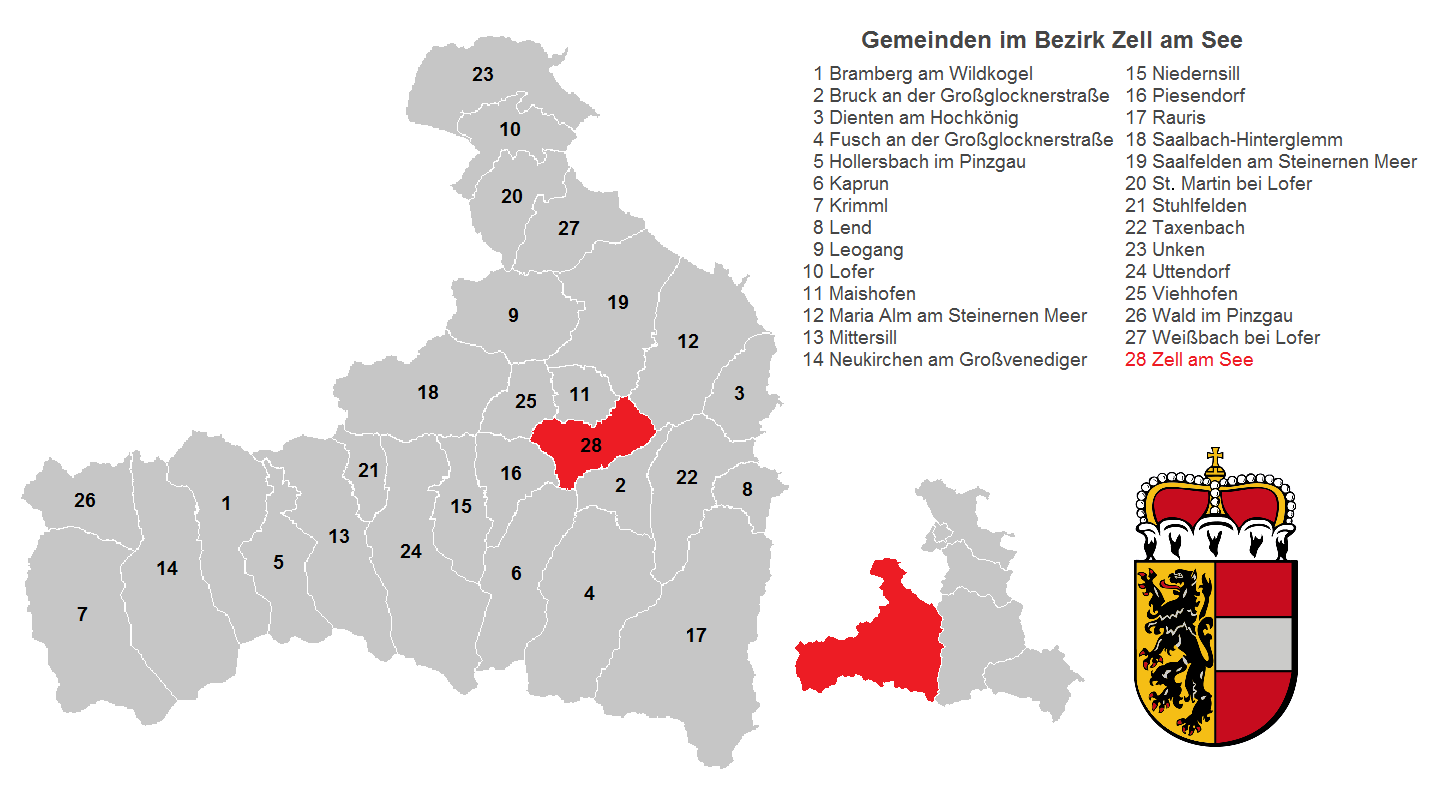
Громади округу Целль-ам-Зее

Міста
1. Зальфельден-ам-Штайнернен-Мер
2. Міттерзілль
3. Целль-ам-Зее

Містечка
1. Лофер
2. Нойкірхен-ам-Гросфенедігер
3. Рауріс
4. Таксенбах

Сільські громади
1. Брамберг-ам-Вільдкогель
2. Брук-ан-дер-Гросглокнерштрасе
3. Вальд-ім-Пінцгау
4. Вайсбах-бай-Лофер
5. Голлерсбах-ім-Пінцгау
6. Дінтен-ам-Гохкеніг
7. Зальбах-Гінтерглемм
8. Капрун
9. Крімль
10. Ленд
11. Леоганг
12. Майсгофен
13. Марія-Альм
14. Нідернзілль
15. Пізендорф
16. Ст.-Мартін-бай-Лофер
17. Ункен
18. Уттендорф
19. Фіггофен
20. Фуш-ан-дер-Гросглокнерштрасе
21. Штульфельден

## Демографія
Населення округу за роками за даними статистичного бюро Австрії